# Odontophrynus salvatori
Odontophrynus salvatori är en groddjursart som beskrevs av Ulisses Caramaschi 1996. Odontophrynus salvatori ingår i släktet Odontophrynus och familjen Cycloramphidae. IUCN kategoriserar arten globalt som otillräckligt studerad. Inga underarter finns listade i Catalogue of Life.